# Rosso, bianco & sangue blu (film)
Rosso, bianco & sangue blu (Red, White & Royal Blue) è un film del 2023 diretto da Matthew Lopez.
La pellicola è l'adattamento cinematografico dell'omonimo romanzo del 2019 scritto da Casey McQuiston.

## Trama
Alex Claremont-Diaz, il figlio di Ellen Claremont (la prima donna presidente degli Stati Uniti), partecipa ad un matrimonio reale con la sua migliore amica Nora Holleran, nipote del Vicepresidente. Alex detesta le cerimonie, ed in particolare il suo acerrimo rivale il principe Henry, nipote del re del Regno Unito Giacomo III. Durante il ricevimento di nozze, Alex e Henry litigano, provocando un incidente che fa cadere la torta nuziale su di loro, e finiscono nei notiziari di tutto il mondo.
Per minimizzare l'attenzione mediatica della stampa, Alex e Henry sono costretti a fare una serie di interviste e incontri pubblicizzati, fingendosi amici. Più tardi, mentre visitano i pazienti di un ospedale pediatrico, finiscono in un ripostiglio a causa di un falso attentato, dove Alex ammette che ha cominciato a disprezzare Henry dopo che quest'ultimo lo ha respinto alla sua prima apparizione pubblica come figlio della presidente. Henry si scusa e racconta che non gli era stato dato sufficiente tempo per piangere la morte di suo padre, motivo per cui non riusciva ad essere paziente con nessuno, pertanto anche Alex si scusa. I due si appacificano e iniziano a scambiarsi messaggi per continuare la loro amicizia che da finta diventa vera.
Alex invita Henry al suo party di Capodanno, ma ad un certo punto della serata, dopo il conto alla rovescia della mezzanotte, il principe scappa via ed Alex lo segue. Henry si confida con l'amico riguardo al suo desiderio di essere una persona anonima e improvvisamente bacia Alex. Nella confusione di Alex, Henry sparisce e ignora i suoi tentativi di contattarlo. Confidandosi con Nora lei gli consiglia provare a mettersi nei suoi panni, poiché ai principi non è permesso essere gay, facendogli pure ammettere che anche lui è sempre stato attratto da Henry e di aspettare la sua prossima visita ufficiale per parlargli. Alla cena della Presidente a cui prende parte la Prima Ministra inglese, Alex finalmente vede Henry e ha una conversazione privata con lui, nella quale si lasciano andare alla passione. In seguito i due fanno l'amore per la prima volta a Parigi, dove parlano anche del passato della famiglia di Alex e del suo desiderio di voler essere più d'aiuto.
Poco dopo, seguendo un piano creato da Alex per ottenere i voti del Texas nelle prossime elezioni, Ellen lo manda sul luogo per guidare la sua campagna di rielezione riuscendo ad aggiudicarsi un milione di nuovi elettori. Nora, Beatrice (principessa d'Inghilterra e sorella di Henry), Amy (agente segreto della Casa Bianca) e Percy (il migliore amico di Henry) sono gli unici a conoscenza della loro relazione.
I due si incontrano di nuovo una sera a New York, dopo che Alex ha avuto una discussione con Miguel (un giornalista e ex di Alex).
La mattina successiva alla conferenza stampa, Zahra, il capo di gabinetto della Casa Bianca, trova Henry nella camera d'albergo di Alex e lo rimprovera perché non si trova in Inghilterra. Più tardi, alla Casa Bianca, Alex fa coming out con la madre, che lo sostiene, ma gli dice che deve assicurarsi che il suo amore per Henry sia reale per evitare complicazioni tra le due nazioni. Alex invita Henry nella casa vacanze di suo padre a Austin, dove inizia a provare dei veri sentimenti per lui. Henry, sapendo che non può essere apertamente il ragazzo di Alex a causa della sua appartenenza alla famiglia reale, se ne va improvvisamente senza dire una parola e inizia a ignorare le sue chiamate e i suoi messaggi. Frustrato Alex, per la mancanza di comunicazione da parte di Henry, parte per il Regno Unito presentandosi a Kensington Palace e pretende delle risposte da Henry. Quest'ultimo esprime il suo amore per Alex, ma ribadisce che nessuno potrà mai sapere della loro relazione. Alex gli assicura che potranno amarsi in un modo solo loro, e i due si riconciliano tra i corridoi del Victoria and Albert Museum e prima di tornare in America si scambiano rispettivamente l'anello di Henry e la chiave della casa ad Austin di Alex.
Il giorno dopo, le email personali di Alex e Henry vengono trapelate alla stampa. I due sono costretti allora a non vedersi finché Zahra non contatta Shaan, l'assistente di Henry, per concedere una conversazione tra i due amanti. Con sorpresa di Alex e Henry, si scopre poi che Zahra e Shaan si frequentano. Alex vola immediatamente in Regno Unito per riunirsi con Henry. Il Re li convoca in una riunione e dice loro che, sebbene comprenda che il loro amore sia reale, avendo letto le loro mail, non possono stare insieme poiché la relazione non rientra nell'immagine tradizionale della corona. Alex e Henry, tuttavia, notano una folla di persone riunite fuori da Buckingham Palace in supporto dei due giovani. Incoraggiati, escono insieme, salutando il pubblico come una coppia.
La sera delle elezioni decisive, Alex, Henry ed Ellen attendono nervosamente i risultati. Mentre Alex e Henry condividono un dolce momento insieme, la gioia scoppia tra la folla perché Ellen ha vinto la rielezione grazie anche agli sforzi di Alex di attirare gli elettori del Texas. Alex e Henry in seguito visitano la casa d'infanzia di Alex per festeggiare insieme.

## Produzione

### Sviluppo
Nell'aprile 2019 è stato annunciato che Amazon Studios aveva acquistato i diritti cinematografici del romanzo di Casey McQuinston e che il film sarebbe stato prodotto da Berlanti Productions. Nell'ottobre 2021 è stato confermato che Matthew Lopez avrebbe diretto il film e scritto la sceneggiatura a quattro mani con Ted Malawer. Nel giugno successivo Taylor Zakhar Perez e Nicholas Galitzine si sono uniti al cast nel ruolo dei due protagonisti.. 
Il 9 maggio 2024 il regista del film Matthew López ha confermato che il sequel della pellicola, ispirata al romanzo omonimo di Casey McQuiston, è in lavorazione e che i protagonisti saranno sempre Taylor Zakhar Perez e Nicholas Galitzine .

### Riprese
Le riprese principali si sono svolte in Gran Bretagna tra il giugno e l'agosto 2022.

## Promozione
Una prima clip del film è stata pubblicata il 3 luglio 2023, mentre il primo trailer ufficiale è stato pubblicato quattro giorni più tardi.

## Distribuzione
La pellicola è stata distribuita sulla piattaforma Prime Video a partire dall'11 agosto 2023.

## Riconoscimenti
- 2024 - Primetime Emmy Awards[8]
  - Candidatura per migliore film per la televisione

- 2024 - GLAAD Media Awards[9]
  - Queer Fan Favorite
  - Candidatura a Miglior film televisivo o in streaming

- 2024 - Producers Guild of America Awards[10]
  - Candidatura a Miglior film televisivo o in streaming

- 2024 - The Queerties[11]
  - Secondo posto a Miglior film comico